# Kabelbaan van Namsan
De kabelbaan van Namsan is een kabelbaan in de Zuid-Koreaanse hoofdstad Seoel. Het beginstation ligt bij Sopa-ro nummer 83 op zo'n 500 meter van het metrostation Myeongdong aan lijn vier. Het eindstation ligt in het stadspark Namsan.
De kabelbaan is op 12 mei 1962 in gebruik genomen. Het is een belangrijke verbinding tussen de lager gelegen bebouwing van Seoel en de piek van de berg Namsan. Namsan is een belangrijke stadspark vanwaar de bezoeker een goed uitzicht heeft over de stad. De zendmast en observatietoren N Seoul Tower staat dicht bij het bergstation.
Er zijn twee gondels die naast elkaar op en neer gaan. Elke gondel heeft een capaciteit van 48 passagiers. De snelheid van de gondel is 3,2 meter per seconde waardoor de trip ruim 3 minuten duurt om de totale afstand van 605 meter te overbruggen.
De kabelbaan functioneert 365 dagen per jaar tussen 10:00 uur en 23:00 uur en zolang de weersomstandigheden dit toelaten.

## Fotogalerij

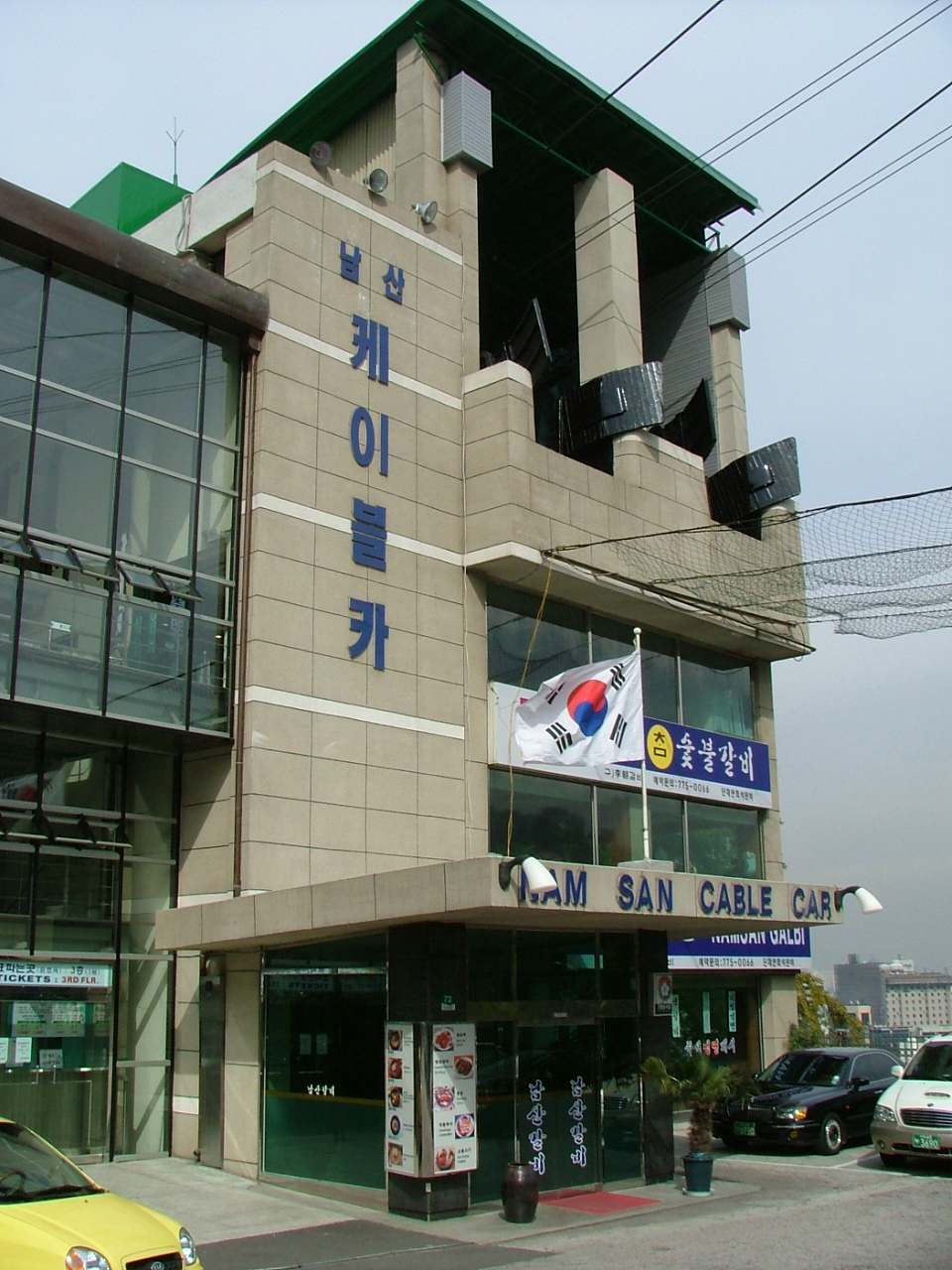
Dalstation
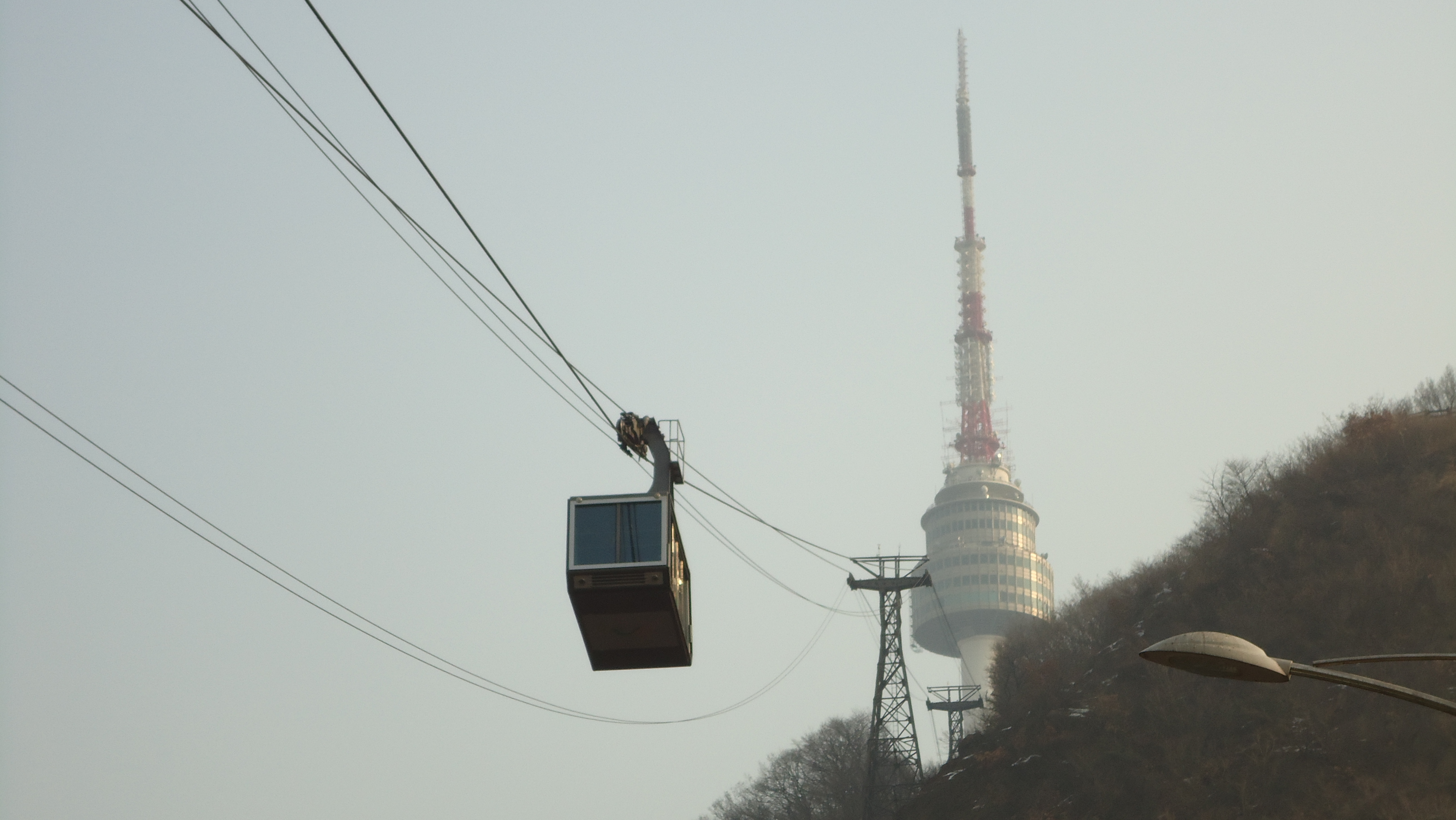
Gondel onderweg met N Seoul Tower op de achtergrond
Bergstation